# Blåbjerg
Blåbjerg is een voormalige gemeente in Denemarken. Bij de herindeling van 2007 werd de gemeente bij Varde gevoegd. Hoofdplaats van de gemeente was Nørre Nebel. De oppervlakte bedroeg 254,39 km². De gemeente telde 6509 inwoners waarvan 3306 mannen en 3203 vrouwen (cijfers 2005).
Blåbjerg ontstond als gemeente bij de bestuurlijke herindeling in Denemarken in 1970. De gemeente werd gevormd uit zeven parochies die alle zeven in het noorden van Vester Horne Herred lagen. 

## Parochies
- Henne
- Kvong
- Lunde
- Lydum
- Lønne
- Nørre Nebel
- Ovtrup